# Ibrahim Halilović
Ibrahim ef. Halilović (Tuzla, 24. lipnja 1940. – Banja Luka, 20. srpnja 1998.), muftija je banjalučki. Za života ovog muftije, sve banjalučke džamije su porušene tijekom rata u Bosni i Hercegovini, ali usprkos tome on nije napustio Banja Luku. 

## Životopis
Ibrahim Halilović je rođen  24. lipnja 1940. u Brnjiku pokraj Tuzle. Filozofski fakultet je završio u Beogradu. Bio je viši imam i  profesor arapskog jezika i književnosti kad je promoviran za muftiju banjalučkog u vrijeme kad su u Bosni i Hercegovini bile samo četiri muftije. 
Bio je banjalučki muftija, koji je pokrivao cijelu Bosansku krajinu i Banju Luku kao njeno središta od 1989. do 1998. Cijeli svoj radni vijek je službovao u Banjoj Luci, a Ferhadija mu je bila prva i posljednja džamija u kojoj je predvodio džemat od 1967. godine, do njenog rušenja 1993. godine.  
Kad je počeo rat u Bosni i Hercegovini odlučio je da ostane u Banjoj Luci sa svojom suprugom Eminom. Preživio je najmanje četiri zabilježena napada na njega. U to vrijeme bošnjačko stanovništvo Banjaluke je bilo pod velikim napadima i većina muslimana je morala napustiti ovaj grad. Svih 16 banjalučkih džamija je srušeno do 1994. godine. Ipak, nije odustajao. Održavao je molitve u zgradi banjalučke Islamske zajednice za nekolicinu ljudi koji su smjeli dolaziti na namaz. Mnogo prije rušenja džamija, iz kabineta predsjednika Općine stigla je naredba kojom se zabranjuje oglašavanje ezana u gradu. Muftija Halilović je imao poseban odnos s biskupom Komaricom, koji je također ostao u gradu na pomaganju bošnjačkog i hrvatskog stanovništva koje je bilo sistematski zlostavljano.
I pored napada i prijetnji na njegov osobni život muftija Halilović se i dalje nadao da će se svi Bošnjaci i Hrvati vratiti u Banja Luku i obnoviti grad. Bio je veoma duševan čovjek a izuzetnom voljom za oproštenje. Dobitnik je Pax Christi Internacionalne Nagrade za Mir 1996. godine. 
Preminuo je u Banjoj Luci, 20. srpnja 1998. godine. Nakon što je umro, članovi njegove obitelji željeli su da ga pokopaju u haremu srušene džamije Ferhadije. Tadašnje gradske vlasti to su zabranile jer po komunalnim propisima, tu nije groblje i tu se ne mogu obavljati pokopi. Tri dana nakon njegove smrti, 23. srpnja, nekoliko stotina Srba okupilo se na mjestu na kojem je trebao biti ukopan muftija Halilović. Uništili su već pripremljen mezar, izgazili cvijeće, te uz pokliče i četničke pjesme, zaboli srpsku zastavu. Ukopan je da 24. srpnja 1998. godine u haremu Gazi Husrev-begove džamije u Sarajevu. Dio njegove knjižnice 2018. godine poklonjen je organizaciji BZK Preporod Brčko.

## Vanjske povezice
- Kad biskup tuguje za muftijom: Ibrahim ef. Halilović srce je ostavio u Ferhadiji